# 안티오코스 히에락스
안티오코스(그리스어: Ἀντίoχoς; 기원전 226년경 전사)는 자신의 탐욕스럽고 야망있는 성격으로 히에락스 (Ἱέραξ, "매")라고도 불린, 안티오코스 2세와 라오디케 1세 사이에 태어난 막내 아들이며, 그의 동생 집권기에 시리아의 왕으로서 셀레우코스 왕국을 통치한 분리주의 지도자이다.

## 생애

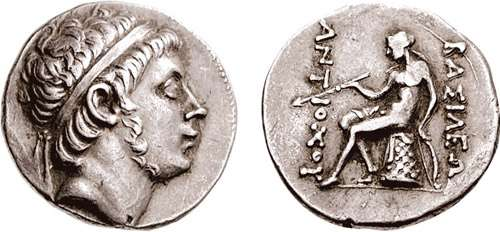
안티오코스 히에락스의 동전. 반대쪽은 옴팔로스에 앉아있는 아폴론이 나타나 있다. 그리스어 비문은 ΒΑΣΙΛΕΩΣ ΑΝΤΙΟΧΟΥ (왕 안티오코스의)라고 쓰여있다.

기원전 246년에 아버지가 죽자, 안티오코스는 아나톨리아에 자신만의 독립 왕국을 갖기 위하여, 형제인 셀레우코스 2세 칼리니코스에게 전쟁을 벌였다. 그는 기원전 239년 경 앙카라 전투에서 자신의 형제를 패배시켜낸다. 그러나 안티오코스는 주로 하르파수스 전투에서 자신을 패배시키고 아나톨리아에서 몰아낸 페르가몬의 왕 아탈로스의 노력 덕에 결국엔 패배했다. 안티오코스는 그 뒤에 이집트로 망명을 갔으나, 기원전 226년 경 강도들에게 살해당했다.
그는 비티니아 왕 지아엘라스의 기원전 245년 경에 태어난 딸과 혼인했다.

## 참고 문헌
- 윌리엄 스미스, 편집. (1867) [1844]. 〈“Antiochus Hierax”〉. 《Dictionary of Greek and Roman Biography and Mythology》 1. 보스턴: Little, Brown, and Co. 194쪽. 2012년 9월 21일에 원본 문서에서 보존된 문서. 2010년 9월 23일에 확인함.